# أندرو مكابي
أندرو مكابي (بالإنجليزية: Andrew G. McCabe) هو محامي أمريكي، ولد في 18 مارس 1968 في هارتفورد في الولايات المتحدة.